# Przemysław Gierszewski
Przemysław Gierszewski (ur. 24 października 1970 w Bydgoszczy) – polski koszykarz, wychowanek, główny trener Astorii Bydgoszcz od sezonu 2014/2015, były wieloletni kapitan oraz grający asystent trenera "Asty"
Wychowanek Astorii Bydgoszcz, pierwsze kroki w koszykówce stawiał pod okiem Aureliusza Gościniaka Szkole Podstawowej nr 26. Następnie z trenerem Ryszardem Mogiełką w 1988 zdobył z kolegami wicemistrzostwo Polski juniorów. W barwach "Asty" uzyskał awans i grał w ekstraklasie oraz w Pucharze Koracza. W 1996 roku przeniósł się z grającej w ówczesnej II lidze Asty do pierwszoligowej Noteci na dwa sezony. Powrócił w 1998 a klub z Inowrocławia nie zapłacił mu wszystkich pieniędzy za grę, sprawą zajął się komornik, ale ściągnięcie tych pieniędzy jest niemożliwe z powodu upadku Noteci.
Po awansie z Astorią do I ligi i wykupieniu przez nią "dzikiej karty" na grę w ekstraklasie, obawiając się o miejsce w składzie we wrześniu 2003 przeszedł po Polpaku Świecie. Powrócił do ekstraligowej Asty na sezon 2004/2005, nie otrzymywał w niej dużo minut i przeniósł się do drugoligowego Novum.
W 2007 roku powrócił do Astorii by wspomóc ją w walce w II lidze, został kapitanem zespołu. Zajął 2 miejsce w plebiscycie na Sportową Gwiazdę Bydgoszczy 2007. Od sezonu 2008/2009 pełni funkcję grającego asystenta (zastąpił na tym stanowisku Piotra Kulpekszę) u boku Macieja Borkowskiego a następnie Jarosława Zawadki oraz Aleksandra Krutikowa. Po zakończeniu jego kariery zawodniczej numer "7", z którym występował został zastrzeżony w Astorii Bydgoszcz.

W maju 2014 jako główny trener juniorów Astorii doprowadził zespół do brązowego medalu mistrzostw Polski U-18. Od sezonu 2014/2015 prowadzi jako główny trener pierwszoligową drużynę seniorów Astorii.

Syn Hilarego Gierszewskiego, byłego zawodnika oraz trenera Astorii, ma żonę Martę, córkę Katarzynę oraz syna Przemysława.

## Kariera trenerska
- 2014- trener główny Astoria Bydgoszcz
- 2008 - 2014 asystent trenera zespołu seniorów Astoria Bydgoszcz

## Kariera zawodnicza
- 2007 - 2014 Astoria Bydgoszcz
- 2005 - 2007 Novum Bydgoszcz
- 2004 - 2005 Astoria Bydgoszcz
- 2003 - 2004 Polpak Świecie
- 1998 - 2003 Astoria Bydgoszcz
- 1996 - 1998 Noteć Inowrocław
- - 1996 Astoria Bydgoszcz